# Nar ekşisi

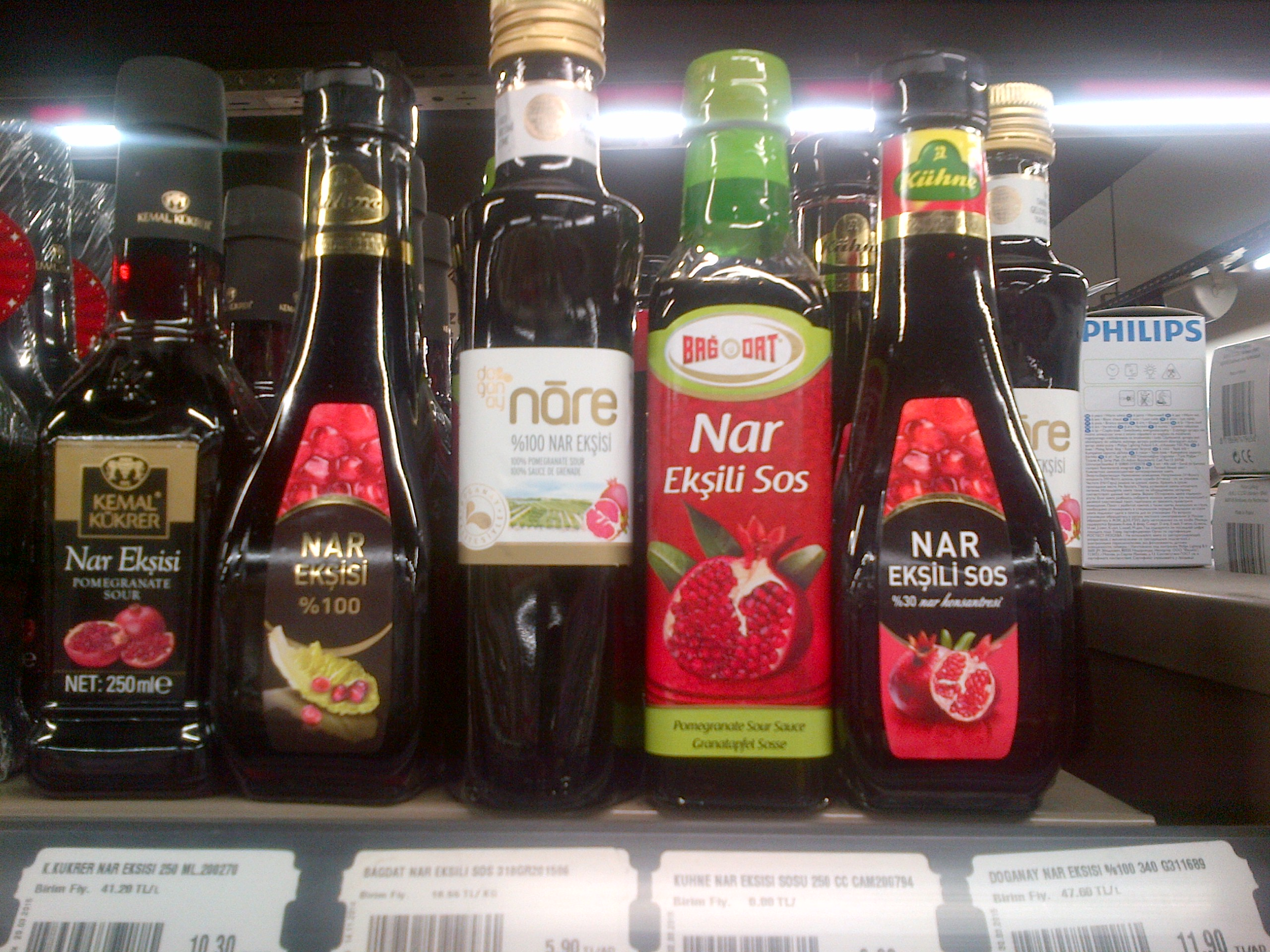
Nar ekşisi: A l'esquerra, autèntic (pur) "nar ekşisi", a la dreta "nar ekşili sos" (salsa amb nar ekşisi), una variant més barata, en una prestatgeria d'un supermercat d'Ankara.

Nar ekşisi (turc, lit. àcid de mangrana o mangrana agra, àzeri: Narşərab) és una salsa o més aviat condiment líquid de la cuina turca i dels països veïns com Azerbaidjan. Es fa, bàsicament, amb l'evaporació del suc de la mangrana quan els fruits no són madurs. Nar ekşisi és àmpliament utilitzat en l'elaboració de les salses, amanides i els mezes. Es pot dir que nar ekşisi s'assembla una mica al vinagre balsàmic.